# 오토쿰푸
오토쿰푸(Outokumpu)는 헬싱키, 핀란드에 본사를 둔 국제 기업 그룹으로, 30개국 이상에서 10,600명의 직원을 고용하고 있다. 아웃오쿰푸는 유럽에서 가장 큰 스테인리스강 생산 업체이며, 아메리카 대륙에서는 두 번째로 큰 생산 업체이다. 아웃오쿰푸는 또한 광업 회사로서 오랜 역사를 가지고 있으며, 스테인리스강에 사용되는 페로크롬을 만들기 위해 케민마의 케미 광산에서 여전히 크롬 광석을 채굴하고 있다.
아웃오쿰푸의 최대 주주는 핀란드 정부로, 솔리디움, 핀란드 사회 보험 기관, 핀란드 국영 연금 기금 및 지방자치단체 연금청이 지배하는 주식을 포함하여 26.6%의 소유권을 가지고 있다.

## 회사 역사
1908년, 북 카렐리야의 아웃오쿰푸에서 대규모 구리 광석 매장지가 발견되었다. 아웃오쿰푸는 현재는 고갈된 이 광산을 개발하기 위해 설립되었다. 1940년대에 아웃오쿰푸는 구리 제련을 위한 플래시 제련 공정을 개발했다.
1986년부터 1988년까지 아웃오쿰푸는 스테인리스강 카르텔에 참여했다. 1990년에 적발되었지만 벌금을 부과받지는 않았다.
1988년부터 2001년까지 아웃오쿰푸와 스웨덴 회사인 볼리덴은 유럽 시장에서 구리 튜브 카르텔에 참여했다.
2001년, 브리티시 스틸 스테인리스와 스웨덴 회사 아베스타(구 아베스타시)가 1991년 합병하여 형성된 아베스타 셰필드가 아웃오쿰푸와 합병하여 당시 세계에서 세 번째로 큰 스테인리스강 생산 회사를 형성했다. 스톡홀름에 본사를 둔 새로운 회사인 아베스타폴라리트는 아웃오쿰푸와 스웨덴 기관 투자자들의 코러스 그룹이 공동 소유했다.
2001년 9월, 아웃오쿰푸의 플랜트 건설 부문인 아웃오쿰푸 테크놀로지는 독일 프랑크푸르트의 루르기 메탈루르기를 인수했다.
2003년 12월과 2004년 9월, EC는 구리 튜브 카르텔 활동으로 아웃오쿰푸에 3614만 유로의 벌금을 부과했다.
2004년에 아웃오쿰푸는 코러스가 소유한 주식을 인수하여 아베스타폴라리트가 아웃오쿰푸 그룹의 전액 출자 자회사가 되었고, 헬싱키 및 스톡홀름 증권 거래소에서 상장 폐지되었으며, 에스포에 본사를 둔 아웃오쿰푸만 남게 되었다.
2005년에 아웃오쿰푸는 구리 튜브 및 황동 부문을 제외한 구리 부문인 아웃오쿰푸 구리를 매각했다. 이 부문은 2011년 기준으로 미쓰비시 머티리얼즈의 자회사인 루바타 인터내셔널로 알려져 있으며, 아웃오쿰푸의 아연 부문은 스웨덴 회사인 볼리덴과 합병했다. 동시에 아웃오쿰푸는 볼리덴 주식 전체를 매각했다.
2006년 6월, 아웃오쿰푸 테크놀로지는 별도의 회사로 기업 분사되어 2007년 4월에 아웃오텍으로 사명을 변경했다.
2008년 3월 31일, 회사 전체의 고정 비용 10% 감축 계획에 따라 셰필드의 냉간 압연 공장이 폐쇄되었다. 셰필드의 용해 공장은 장강 제품용 재료 생산을 계속하고 있다. 2008년 4월, OTK는 남아있던 구리 튜브 및 황동 부문을 쿠포리 그룹 오이(Cupori Group Oy)에 매각하면서 구리 사업에서 철수했다.
2012년 1월 31일, 아웃오쿰푸는 독일의 티센크루프 스테인리스강 부문인 이녹숨(Inoxum)을 27억 유로에 인수할 것이라고 발표했다. 당시 핀란드 국영 자본이 아웃오쿰푸의 40%를 지배하고 있었다.
2012년 11월, 유럽 연합 집행위원회는 이 인수가 냉간 압연 스테인리스강 평판 제품에 대한 EU 시장 지배력을 만들어 아웃오쿰푸의 시장 점유율이 50%를 초과할 것이라고 판단했다. EC는 이탈리아 이녹숨 자회사인 아차이 스페셜리 테르니(AST)를 거래에서 제외하는 조건으로 합병을 승인했으며, OTK는 2012년 12월 이녹숨을 인수했다. 이녹숨을 통해 아웃오쿰푸는 중국, 멕시코, 보훔, 베르돌, 미국 캘버트에 위치한 스테인리스강 공장을 인수했다.
2013년 11월 30일, 아웃오쿰푸는 AST, 특정 서비스 센터, VDM 메탈스 사업을 티센크루프에 매각할 것이며, 그 대가로 티센크루프는 아웃오쿰푸 주식 29.9%를 매각하고 양사 간의 다른 모든 "관련 연결"을 단절할 것이라고 발표했다. 동시에 2013년 11월 30일, 티센크루프도 동일한 내용을 발표했다. 즉, AST 및 기타 '구제 자산'과 VDM(고성능 합금)을 아웃오쿰푸로부터 재인수하고, 아웃오쿰푸 주식 29.9%를 매각하며, 양사 간의 다른 모든 "관련 연결"을 단절할 것이라고 밝혔다.
2014년 2월, EC는 티센크루프의 AST 및 VDM 인수를 승인했다.
2014년 7월, 아웃오쿰푸는 볼리덴과 엔지니어링 그룹 IMI와 합의했다. 이들 회사는 2012년에 구리 튜브 가격 담합으로 인한 볼리덴의 손실을 보상하기 위해 아웃오쿰푸를 고소했었다.
2015년 10월, 아웃오쿰푸는 상하이에 본사를 둔 합작 투자 회사인 상하이 크루프 스테인리스(Shanghai Krupp Stainless, SKS)의 지분 55%(아웃오쿰푸 60%, 바오강 40%)를 중국 부동산 투자 펀드인 루자쭈이 국제신탁유한공사(Lujiazui International Trust Co. Ltd.)에 매각한다고 발표했다. 두 번째 단계로, 아웃오쿰푸는 2016년 2월에 남아있는 5%의 지분을 동일한 투자자에게 매각했다. 총체적으로 아웃오쿰푸는 SKS의 전체 60% 지분 매각으로 3억 8900만 유로(세금 및 부채 상환 후)의 비경상적인 자본 이득을 기록했다. 동시에 SKS 이사회는 SKS의 운영을 중단하고 인력을 해고하기로 결정했다.
2017년 3월, 이 회사는 100명의 직원을 고용하여 리투아니아 빌뉴스에 글로벌 서비스 센터를 열었다.
2020년 4월, 아웃오쿰푸는 전 Posti CEO인 헤이키 말리넨(Heikki Malinen)을 차기 최고 경영자로 지명했다.
2024년 7월, 아웃오쿰푸는 카티 테르 호르스트를 차기 사장 겸 최고 경영자로 임명했다. 카티는 2024년 10월에 취임했다.

## 생산 시설

### 핀란드
아웃오쿰푸의 최대 생산 시설은 보트니아만 해안의 작은 핀란드 도시인 토르니오에 있는 토르니오 공장의 통합 제철소이다. 토르니오 공장은 열연 및 냉연 코일과 코일에서 절단된 시트를 연간 100만 톤 생산한다. 이 공장은 페로크롬 제련소, 두 개의 제강 공장, 열간 압연 공장 및 두 개의 냉간 압연 공장으로 구성되어 있다. 이 제철소는 1975년에서 1976년에 건설되었다. 첫 번째 스테인리스 주조는 1976년 5월, 19주차에 이루어졌으며, 따라서 열 번호 61901을 부여받았다. 주요 마케팅 지역은 EU이다. 제품의 최대 85%는 전 세계로 수출된다.
토르니오 근처 케민마의 케미 광산은 스테인리스강 제조에 필요한 크롬의 원료인 크로마이트를 공급한다. 2012년 기준으로 크로마이트의 양은 지하 1킬로미터 깊이까지 총 약 1억 5백만 톤으로 추정되었다.

### 스웨덴
아베스타 셰필드는 2001년에 인수되었으며, 용해 공장, 중후판 열간 압연 공장, 슈테켈 압연기를 이용한 폭 2000mm 코일 열간 압연 공장 및 냉간 압연 공장을 갖춘 스테인리스강 공장으로 구성되어 있다. 아베스타는 우수한 성형성, 용접성 및 높은 내식성에 최적화된 특수 스테인리스강 등급, 고합금 오스테나이트 및 듀플렉스 등급을 개발했다.
아베스타는 제강에 오랜 역사를 가지고 있으며, 스테인리스강이 발명된 영국의 셰필드 또한 마찬가지이다.
신 스트립 뉘뷔(Thin Strip Nyby, 뉘뷔 브루크 참조)는 특수 코일 사업부의 일부로 특수 등급에 중점을 둔 냉간 압연 스테인리스강을 생산한다. 토르셸라의 뉘뷔 제철소는 1829년 아돌프 제텔리우스에 의해 설립되었지만, 이 지역의 철강 작업은 스트렝네스 근처 주교가 뉘뷔 근처 폭포에 단조 해머를 설립한 15세기에 처음으로 문서화되었다.
데게르포르스 롱 프로덕트 제철소는 2021년 아웃오쿰푸 복합기업에 소유되었다.

### 영국
아베스타 셰필드 인수를 통해 아웃오쿰푸는 영국 셰필드 시설을 소유하게 되었는데, 이 시설에는 용해 공장, 연속 주조, 봉재 가공 시설 및 로드 밀이 포함되어 있으며, 이는 아웃오쿰푸의 롱 프로덕트 사업부의 일부이자 재고, 가공 및 유통 센터이기도 하다. 생산품에는 코일, 판, 시트, 코일형 로드, 봉재 및 철근 형태의 스테인리스강이 포함되며, 슬래브, 블룸, 빌렛 및 주괴를 포함한 반제품도 제조된다.
아웃오쿰푸의 영국 인수 기업들은 1950년에 Firth Vickers(Firth 및 Vickers 참조)와 새뮤얼 폭스 앤 컴퍼니의 합작 투자로 셰필드 셰프코트 레인에 설립된 냉간 압연 스테인리스강 공장에서 유래했으며, 원래 스테이브라이트(Staybrite) 브랜드로 제조되었다. 1967년에 이 산업은 브리티시 스틸 코퍼레이션으로 국유화되었다. 아웃오쿰푸의 원래 영국 내 3개 공장은 셰필드, 스톡스브리지 및 블랙번에 있었다.
2005년 셰프코트 레인의 냉간 압연 및 마감 공장인 코일 프로덕트 셰필드(Coil Products Sheffield)가 폐쇄되어 600명 이상의 일자리가 사라졌다. 생산은 2006년 상반기에 중단되었다. 이 회사는 용해 공장, 특수 스트립 냉간 압연 및 마감, 봉재 압연, 그리고 영국 내 유통 사업을 계속했다. 2008년 3월 말에는 스톡스브리지 공장의 생산이 80년 만에 중단되었고, 작업은 메도홀 공장으로 이전되었다.
2023년, 아웃오쿰푸는 영국 셰필드의 용해, 봉재 및 봉 생산을 포함한 롱 프로덕트 사업부를 마르첼가리아에 매각했다. 아웃오쿰푸는 셰필드에 서비스 센터와 판매 회사를 유지한다.

### 독일
2018년 현재 크레펠트, 딜렌부르크, 달러브뤼크에 생산 시설이 있다.
스테인리스강 생산에서 100년의 경험을 가진 크레펠트 공장은 2012년 12월 용해 공장을 폐쇄하고 냉간 압연 및 R&D에 재집중했다. 뒤셀도르프의 인근 벤라트 냉간 압연 공장은 이전되어 크레펠트 작업에 합류하여 다양한 등급, 치수 및 표면 마감을 생산하고 있다. 달러브뤼크 냉간 압연 공장은 자우어란트에 위치하며 정밀 스트립을 생산하고 있으며, 300년의 철강 제조 전통을 자랑한다. 딜렌부르크의 냉간 압연 공장은 건축 및 건설 분야의 표면 마감에 특화되어 있다. 보훔 용해 공장은 2014년에 폐쇄되었다.

### 미국 및 멕시코
아웃오쿰푸는 캘버트, 앨라배마에 용해 공장과 냉간 압연 공장( 티센크루프로부터 인수)을, 산루이스포토시주 (멕시코)에 코일, 스트립, 시트, 원형 및 판재를 제조하는 냉간 압연 공장을 보유하고 있다.

## 조직
이 회사는 이사회와 경영진이 이끌고 있다.
2022년 6월 현재, 아웃오쿰푸 경영진 구성원들은 다음 직책을 맡고 있다:
- 사장 겸 최고 경영자, 헤이키 말리넨, 1962년생, 핀란드 국적
- 최고 재무 책임자, 피아 알토넨-포르셀, 1974년생, 핀란드 국적
- 최고 인사 책임자, 요한 슈타이너, 1966년생, 독일 국적
- 첨단 소재 사업부 사장, 토마스 안스트츠, 1962년생, 독일 국적
- 최고 기술 책임자, 스테판 에르드만, 1972년생, 독일 국적
- 페로크롬 사업부 사장, 마르티 사시, 1964년생, 핀란드 국적
- 스테인리스 유럽 사업부 사장, 니클라스 바스, 1977년생, 스웨덴 국적
- 미주 사업부 사장, 타마라 와인어트, 1965년생, 독일 국적